# Шведская могила (Раславице)
Шведская могила (пол. Szwedzka mogiła) — название кургана, находящегося в селе Раславице, Горлицкий повят, Малопольское воеводство, Польша.

## История
Не существует достоверной информации о том, кто соорудил курган в селе Раславице. Местное предание утверждает, что в кургане были захоронены около десятка польских крестьян, погибших в 1665 году при сражении со шведским отрядом под управлением Патрика Гордома во время Шведского потопа.
В 1811 году на кургане была установлена статуя, посвящённая Святейшему Сердцу Иисуса Христа.